# NGC 1517
NGC 1517 (również PGC 14564 lub UGC 2970) – galaktyka spiralna (Sc), znajdująca się w gwiazdozbiorze Byka. Odkrył ją Édouard Jean-Marie Stephan 23 grudnia 1884 roku.